# Хосе Марія Пасо
Хосе Марія Пасо (ісп. José María Pazo, нар. 4 квітня 1964, Вальєдупар) — колумбійський футболіст, що грав на позиції воротаря за клуб «Атлетіко Хуніор» і національну збірну Колумбії.

## Клубна кар'єра
У дорослому футболі дебютував 1990 року виступами за команду «Атлетіко Хуніор», в якій провів сім сезонів, взявши участь у 351 матчі чемпіонату.  Більшість часу, проведеного у складі «Атлетіко Хуніора», був основним голкіпером команди. Двічі за цей час ставав чемпіоном Колумбії. 
Згодом був також гравцем «Атлетіко Насьйональ», у команді якого був лише резервним голкіпером.

## Виступи за збірну
1993 року дебютував в офіційних матчах у складі національної збірної Колумбії.
У складі збірної був учасником розіграшу Кубка Америки 1993 року в Еквадорі, на якому команда здобула бронзові нагороди, а також чемпіонату світу 1994 року в США. На обох турнірах був одним з дублерів Оскара Кордоби і на поле не виходив.
Загалом протягом трирічної кар'єри в національній команді провів у її формі 3 матчі.

## Кар'єра тренера
2005 року приєднався до тренерського штабу молодіжної збірної Колумбії, де опікувався підготовкою воротарів.

## Титули і досягнення
- Чемпіон Колумбії (2):

«Атлетіко Хуніор»: 1993, 1995
- Бронзовий призер Кубка Америки: 1993